# ジョン・ヴァーティ
ジョン・ヴァーティ（John Varty、1950年11月27日 - ）は、南アフリカの動物学者・映画製作者。

## 経歴
南アフリカクルーガー国立公園の野生動物保護区で映像制作者であり、兄のデイヴ・ヴァーティ（Dave Varty）と共に世界的な野生トラ保護計画として、南アフリカのフリートステート州の「トラの谷」保護区を創立した。
1995年の『ボーン・ワイルド/サバンナに生きて』（Running Wild）など数々の映像作品を手掛けている。
2011年に『野生の雌ヒョウ』（Leopard Queen）を発表し、野生の雌ヒョウ・マナナ（Manana）の伝記的な一生17年を撮影した。日本では2013年9月にナショジオ ワイルドより放送。